# 幽遊白書角色列表
此列表為日本漫畫《幽遊白書》與其衍生作品（電視動畫、小說、遊戲等）之登場角色介紹。
※備註：台灣版配音有中國電視公司（CTV）、Animax台灣頻道和八大綜合台（GTV）三種不同的版本。

## 主要角色

### 主角
浦飯幽助
日本配音員：佐佐木望
香港配音員：郭志權／張衛健（劇場版2）
台灣配音員：劉傑（CTV版）／鈕凱暘（ANIMAX、GTV版）／李景唐（劇場版2）
舞台劇演員：崎山翼
網路劇演員：北村匠海（國語配音：鈕凱暘）
本作品第一男主角。就讀皿屋敷中學三年級，是有名的不良少年，性格衝動、粗暴野蠻、沒有耐性、正義、單純、心地善良。
在故事的開端，幽助為救一個小孩而交通意外身亡。因幽助的死出乎靈界預料之外，於是靈界便透過牡丹向幽助提出「重生」的考驗。由於幽助的波長與常人不同，因此要提早復活。幽助復活後不久，便成為「靈界偵探」，緝拿偷取「靈界三大秘寶」的盜賊，並認識藏馬、飛影。
在任務中，為了捉拿亂童而參加幻海的徒弟選拔大賽；後來拜幻海為師。不久又撃敗了四聖獸而成名。在拯救雪菜行動中，認識戶愚呂兄弟後，與桑原等人被邀請強制參加暗黑武術大會；經過艱難的重重比賽，最後擊敗戶愚呂弟。
與仙水展開激烈交戰後，知道自己是人類與魔族的後代，在與仙水戰鬥時被雷禪上身妨礙幽助戰鬥的快感，於是到魔界找尋先祖兼隔世父親雷禪。雷禪死後，魔界三王的牽制局面崩解，幽助向黃泉等人提議舉辦魔界統一戰來決定魔界的統治者。魔界統一戰正式賽的第三回合，與黃泉展開激烈交戰六十小時後輸給黃泉。最後返回人間界一邊賣拉麵，一邊開起了負責處理一切跟妖怪相關事務的事務所。

桑原和真
日本配音員：千葉繁
香港配音員：招世亮／李智良（劇場版2）
台灣配音員：陳進益（CTV版）／馬伯強（ANIMAX版）／梁興昌（GTV版、劇場版2）
舞台劇演員：鄉本直也
網路劇演員：上杉柊平（國語配音：孟慶府）
本作品主要角色之一。幽助的朋友、同學兼對手，一頭橙褐色的飛機頭為其特徵。天生具有很強的靈感應力，擅長使用靈劍，在覺醒後能夠切斷亞空間以及靈界最強的結界。性格衝動，頭腦簡單，常被幽助、飛影等人稱為「蠢材」，亦經常與飛影鬥嘴，但會為朋友或意中人（雪菜）不惜犧牲自己。後來雪菜寄住到桑原家中，讓桑原有點害羞且不知所措。
貓控一枚，十分愛貓。故事初期曾因自己的貓被當成敵對陣營的「肉票」而差點失去理智，不過後來與復活的幽助合作救回，也就與幽助再度相會。其實頭腦還算不錯，其臨場反應往往比飛影還略快，算是肯動腦筋的主角之一。漫畫最後考上自己理想志願的高中。

藏馬／南野秀一
日本配音員：緒方惠美、中原茂〈妖狐〉
香港配音員：陳欣／冯锦堂（劇場版2）
台灣配音員：蔣篤慧（CTV版）／、胡鎮璽〈妖狐〉（ANIMAX版）／張乃文（GTV版）／陶敏嫻（劇場版2）
舞台劇演員：鈴木擴樹
網路劇演員：志尊淳（國語配音：蔣鐵城）
本作品主要角色之一。紅色中長髮，深綠色雙眼，外表俊朗秀氣的青年，偶會被誤認成女生，真實身分是妖狐。過去作為魔界盜賊，十五年前被靈界特防隊追捕打成重傷，以靈體的狀態逃到人界，並投到當時正在懷孕的婦女南野志保利的胎裡，轉生成為人類「南野秀一」。戰鬥方式相當華麗，擁有自由控制植物或呼喚魔界植物的能力。
頭腦冷靜、聰明機智。在人間學校中，學業成績優秀，常常考第一。後來因飲用「前世之種子」而回復成妖狐狀態，此後慢慢能自由地轉變成妖狐或人類的形態。魔界篇時投靠黃泉，魔界統一戰正式賽的第二回合勝於時雨，第三回合敗給九淨。最後返回人間界，在繼父的公司上班。

飛影
日本配音員：檜山修之
香港配音員：林保全／郭志權（劇場版2）
台灣配音員：陳進益（CTV版）／馬伯強→王希華（ANIMAX版）／李世揚（GTV版）／梁興昌（劇場版2）
舞台劇演員：橋本祥平
網路劇演員：本郷奏多（國語配音：喬資淯）
本作品主要角色之一。忌子飛影，冰女與人類的混血兒，是冰女雪菜的雙胞胎哥哥。身材矮小，留著宛如火焰形狀的黑頭髮，性格冷酷，與幽助等人認識後開始改變。出生短短五年便成為A級妖怪，在魔界第十三層東北部闖出名號，後來變成盜賊來到了人界。額上的「邪眼」，是因為找尋妹妹雪菜和母親遺物「冰淚石」，而請時雨施手術移植，代價是妖力將一切歸零，飛影為此由A級妖怪降為D級妖怪。當全身的邪眼張開時，有如妖氣的增幅器一樣，能夠提升妖力。其劍術相當了得，速度十分迅速，能操縱魔界的暗黑火焰，最強絕技是呼喚出黑龍的「邪王炎殺黑龍波」，但因為身為冰河之國出生的人，連續使出魔界火焰的炎殺拳對飛影來說無疑是自殺的行為。
回魔界前曾受雪菜之託要找到她的親生哥哥，飛影要藏馬轉告雪菜說她的哥哥已經死了，但藏馬沒答應。魔界篇時投靠軀，魔界統一戰正式賽的第三回合敗給軀。最後選擇跟軀一起待在魔界，在漫畫中找到曾經虐待軀的奴隸商人「癡皇」，將他做成寄生植物擬人花（類似盆栽）送給軀當生日禮物。

### 次要角色
小閻王
日本配音員：田中真弓
香港配音員：袁淑珍→雷碧娜
台灣配音員：姚敏敏（CTV版）／（ANIMAX版）／張乃文（GTV版）／陶敏嫻（劇場版2）
舞台劇演員：荒木宏文
網路劇演員：町田啟太（國語配音：張立昂）
閻王的兒子，平時負責靈界搜查部，閻羅王不在時則代理其「魔大王」職務。看起來年紀像嬰兒一樣很小，實際年齡700歲以上，但他失職時仍會被閻羅王捉去打屁股作懲罰。在靈界時，個子矮小，嘴裡總是咬著「魔封環」（奶嘴）。到人間時，會變身成成人的模樣，容貌帥氣、身型修長，在額頭上有著「Jr.」字樣。
牡丹
日本配音員：深雪早苗
香港配音員：鄭麗麗
台灣配音員：朱憶華（CTV版）／穆宣名（ANIMAX版）／邱涵菲（GTV版）／龍顯蕙（劇場版2）
舞台劇演員：平田裕香
網路劇演員：古川琴音（國語配音：穆宣名）
小閻王的下屬，靈界引路人。是幽助當靈界偵探時的得力助手。性格樂天，是眾多人物中最多衣服的角色。
雪村螢子
日本配音員：天野由梨
香港配音員：梁少霞
台灣配音員：姚敏敏（CTV版）／穆宣名（ANIMAX版）／張乃文（GTV版）／不明（劇場版2）
舞台劇演員：日向未來
網路劇演員：白石聖（國語配音：陳貞伃）
幽助的青梅竹馬，與幽助是對歡喜冤家，其實雙方互相愛慕。幽助變成遊魂時，經常在旁守護她。之後螢子在幽助復活時將生命之源送進幽助的口中。
幻海
日本配音員：京田尚子、林原惠（年輕時期）
香港配音員：陸惠玲
台灣配音員：蔣篤慧（CTV版）／（ANIMAX版）／張乃文（GTV版）／龍顯蕙（劇場版2）
舞台劇演員：伊麗莎白·瑪麗
網路劇演員：梶芽衣子（國語配音：陳貞伃）
幽助的師父，人類中排名前五強的靈能者。靈光波動拳的創始人，使用其力量發揮到最大極限時，會讓細胞活性化，讓身體得以短暫恢復到巔峰時的狀態。
年輕時是一個美女，曾與戶愚呂弟互有情愫。五十年前，與戶愚呂兄弟組隊參加暗黑武術會並得到大會冠軍，但隨後在戶愚呂兄弟實現轉生成為妖怪的願望後，就此分道揚鑣。
幽助受邀參加暗黑武術會時，化名「覆面戰士」成為浦飯隊的一員。在武術會中先後打敗一垣博士隊、裏御伽隊的死死若丸和怨爺，並在決戰前將「靈光玉」（靈光波動拳的奧義）傳給幽助後，與戶愚呂弟展開激烈交戰時不幸身亡。直到幽助贏得暗黑武術會冠軍後，由於靈界實現了幽助的願望而復活。
四次元大宅篇時對幽助等人設下了幾道關卡，後與他們共同調查開啟魔界洞穴的主謀。魔界統一戰前夕協助藏馬訓練先前在暗黑武術會認識的六位選手，讓他們的妖力大大提升。在漫畫最後因年老而過世，死後留下一封遺書，表示將自己擁有的山林土地分給眾人。

雪菜
日本配音員：白鳥由里
香港配音員：林元春、沈小蘭〈代配〉
台灣配音員：姚敏敏→蔣篤慧（CTV版）／（ANIMAX版）／邱涵菲（GTV版）／不明（劇場版2）
舞台劇演員：田上真里奈
網路劇演員：見上愛（國語配音：穆宣名）
妖怪「冰女」，飛影的雙胞胎妹妹，桑原的心儀對象，懂得使用心靈治療。她的眼淚可以凝結為“冰淚石”，由於冰淚石價值連城，成為她曾被人綁架的主因。在漫畫最後寄住到桑原家中。
喬琪早乙女
日本配音員：西村知道
香港配音員：黃子敬→源家祥
台灣配音員：于正昌→劉傑（CTV版）／胡鎮璽（ANIMAX版）／梁興昌（GTV版）／官志宏（劇場版2）
動畫版原創角色。靈界閻王殿的藍鬼，小閻王的跟班，常為小閻王的失職擔憂，也常有許多滑稽舉止的表現。
同時其日本聲優為西村知道在劇中也擔任旁白一職，因此在第111話「決著! 激闘の果てに」當中能冒充旁白說話。

## 親屬相關者

### 幽助相關者
浦飯溫子
日本配音員：澤海陽子
香港配音員：蔡惠萍
台灣配音員：蔣篤慧（CTV版）／（ANIMAX版）／邱涵菲（GTV版）
舞台劇演員：角島美緒
網路劇演員：伊藤步（國語配音：穆宣名）
29歲，幽助的母親。十分疼愛幽助，與幽助的父親早已分居。漫畫中她也有來暗黑武術會觀戰；動畫版中則因為醉倒而置身事外，沒跟著螢子、牡丹、靜流等人來觀戰。

### 桑原相關者
桑原靜流
日本配音員：折笠愛
香港配音員：黃鳳英
台灣配音員：蔣篤慧（CTV版）／（ANIMAX版）／張乃文（GTV版）
18歲，和真的姊姊。靈感應力比和真更強，而且似乎更會打架。平常總是一臉無所謂的表情，但其實對弟弟相當關心。與幻海有些交情，當牡丹跑去角落裏暗自為幻海的死而難過時過去安慰。在動畫版中與左京有著微妙的關係。

### 藏馬相關者
南野志保利
日本配音員：瀧澤久美子（第7話）→佐藤百合（第101話起）
香港配音員：林丹鳳（第7話）→陸惠玲（第101話起）
台灣配音員：穆宣名（ANIMAX版）／連思宇（GTV版）
網路劇演員：相築彰子（國語配音：陳貞伃）
40歲，南野秀一（藏馬）的母親。童年時為保護藏馬而在手上留下疤痕，使藏馬十分感激她。藏馬在她重病時，盜取的靈界三寶「暗黑鏡」拯救她。後來與中小企業社長畑中再婚，過著幸福的家庭生活。
畑中秀一
日本配音員：深水由美
香港配音員：黃鳳英
台灣配音員：穆宣名（ANIMAX版）／邱涵菲（GTV版）
南野秀一（藏馬）的繼弟，中學生。

### 飛影相關者
冰菜
日本配音員：川村萬梨阿
香港配音員：鄭麗麗
台灣配音員：穆宣名（ANIMAX版）／邱涵菲（GTV版）
冰女，飛影和雪菜的母親。因為跟冰和之國外的男性相戀因而生下「忌子」飛影，漫畫版中提到她在生下兒女後去世。動畫版中長老們決定將飛影丟棄，向長老求情卻無效，更是親眼看見好友淚在族長的命令下將飛影拋棄置峽谷深處，事後絶望自盡。
淚
日本配音員：水谷優子
香港配音員：袁淑珍
台灣配音員：穆宣名（ANIMAX版）／馮嘉德（GTV版）
冰女，冰菜的好友。在長老的命令下丟棄飛影，在拋棄飛影之際將冰淚石給他，並要求他能回來冰河之國時要將自己給殺掉，後來負責照顧雪菜。飛影回到冰河之國後告訴他妹妹雪菜的事，但飛影沒有殺害淚，逕自離去，淚仍自責未能幫助好友冰菜的事而掩面哭泣。
冰女長老
日本配音員：麻生美代子
香港配音員：區瑞華
台灣配音員：（ANIMAX版）／馮嘉德（GTV版）
命令淚將冰菜的忌子飛影丟棄。
飛影的養父
日本配音員：稻葉實
香港配音員：盧國權
台灣配音員：胡鎮璽（ANIMAX版）／梁興昌（GTV版）
盜賊團首領，撿到被丟棄的飛影。

### 螢子相關者
螢子的父親
日本配音員：荒川太郎
香港配音員：陳永信
台灣配音員：王希華（ANIMAX版）／宋克軍（GTV版）
網路劇演員：嶋村太一（國語配音：張至超）
雪村食堂老闆。
螢子的母親
日本配音員：緒方惠美
香港配音員：盧素娟
台灣配音員：（ANIMAX版）／張乃文（GTV版）
網路劇演員：藤倉實乃梨（國語配音：穆宣名）
雪村食堂老闆娘。

## 皿屋敷中學

### 教師
竹中
日本配音員：西村知道
香港配音員：盧國權
台灣配音員：徐健春（CTV版）／王希華（ANIMAX版）／宋克軍（GTV版）
皿屋敷中學的訓導主任。為人正義，也是整所學校裡唯一一個關心幽助的老師，在桑原被陷害時幫他解圍。
岩本
日本配音員：稻葉實
香港配音員：黃子敬、馮錦堂（代配，EP.18）
台灣配音員：徐健春（CTV版）／王希華（ANIMAX版）／李世揚（GTV版）
網路劇演員：蔵原健（國語配音：張至超）
皿屋敷中學的教師。性格陰險，為學校利益著想，對幽助深惡痛絕，為了讓他退學不擇手段。
明石
日本配音員：西川幾雄
香港配音員：林保全
台灣配音員：劉傑（CTV版）／胡鎮璽（ANIMAX版）／宋克軍（GTV版）
皿屋敷中學的教師。與岩本同流合污。

### 學生
大久保
日本配音員：宇垣秀成
香港配音員：李錦綸
台灣配音員：劉傑（CTV版）／胡鎮璽（ANIMAX版）／李世揚（GTV版）
網路劇演員：福田航也（國語配音：張至超）
皿屋敷中學不良學生，桑原的好友兼小弟。特徵肥胖體型。
桐島
日本配音員：真殿光昭
香港配音員：馮錦堂
台灣配音員：于正昌（CTV版）／鈕凱暘（ANIMAX版）／宋克軍（GTV版）
網路劇演員：中谷太郎（國語配音：胡鎮璽）
皿屋敷中學不良學生，桑原的好友兼小弟。原作長相俊美，動畫版形象不同。
澤村
日本配音員：森川智之／關口英司
香港配音員：張錦江
台灣配音員：王希華（ANIMAX版）／李世揚（GTV版）
網路劇演員：東景一朗（國語配音：張立昂）
皿屋敷中學不良學生，桑原的好友兼小弟。特徵寸頭。
夏子
日本配音員：大谷育江
台灣配音員：（ANIMAX版）／邱涵菲（GTV版）
網路劇演員：真崎凱倫（國語配音：穆宣名）
皿屋敷中學女學生，螢子的好友，特徵戴眼鏡。
雙馬尾少女
日本配音員：緒方惠美
台灣配音員：（ANIMAX版）／張乃文（GTV版）
網路劇演員：齋藤奈里（國語配音：陳貞伃）
皿屋敷中學女學生，螢子的好友，特徵雙馬尾。

## 靈界相關者

### 靈界首領
閻魔大王
日本配音員：福田信昭
香港配音員：盧國權
台灣配音員：王希華（ANIMAX版）／李世揚（GTV版）
靈界首領，小閻王的父親。

### 靈界引路人
菖蒲
日本配音員：龜井芳子
台灣配音員：穆宣名（ANIMAX版）／邱涵菲（GTV版）
靈界引路人，小閻王的秘書。暗黒武術會篇結尾初登場，受小閻王之令調查戶愚呂弟想從人類成為妖怪的理由。
莉娜
日本配音員：不明
台灣配音員：穆宣名（ANIMAX版）／張乃文（GTV版）
靈界引路人，牡丹的同事。僅於動畫版67集中出場。

### 靈界特防隊
全稱「靈界特別防衛隊」。
大竹
日本配音員：中村秀利、相澤正輝（OVA版）
台灣配音員：陳進益（CTV版）／王希華（ANIMAX版）／宋克軍（GTV版）
靈界特別防衛隊隊長。外貌是中年棕髮的男性。魔界洞穴篇，奉閻魔大王命令，企圖消滅幽助，事件結束之後引咎辭職。後揭露其為靈界當中反對穩健派的一員。
舜潤
日本配音員：伊藤和晃、真殿光昭（OVA版）
台灣配音員：胡鎮璽（ANIMAX版）／宋克軍（GTV版）
靈界特別防衛隊隊員。外貌是淡藍髮的男性。魔界洞穴篇，奉命在亞空間待命迎擊妖怪。魔界統一篇，在大竹退任後擔任隊長。
翁法
日本配音員：岸本光正
台灣配音員：鈕凱暘（ANIMAX版）／李世揚（GTV版）
靈界特別防衛隊隊員。外貌是黑色長髪的男性。魔界洞穴篇，奉命填補魔界洞穴。
草雷
日本配音員：冰上恭子
台灣配音員：穆宣名（ANIMAX版）／邱涵菲（GTV版）
靈界特別防衛隊隊員。外貌是棕色中長髪的女性。魔界洞穴篇，奉命填補魔界洞穴。
才頭
日本配音員：喜田亞由美
台灣配音員：穆宣名（ANIMAX版）／張乃文（GTV版）
靈界特別防衛隊隊員。外貌是坊主頭的男性。魔界洞穴篇，奉命填補魔界洞穴。
俠妃
日本配音員：雨蘭咲木子
台灣配音員：（ANIMAX版）／邱涵菲（GTV版）
靈界特別防衛隊隊員。外貌是淡金髮的女性。魔界洞穴篇，奉命在亞空間待命迎擊妖怪。
倫霞
日本配音員：石井康嗣
台灣配音員：馬伯強（ANIMAX版）／李世揚（GTV版）
靈界特別防衛隊隊員。外貌是深紫髮的男性。魔界洞穴篇，奉命在亞空間待命迎擊妖怪。
蘑菇頭隊員
日本配音員：高山勉
台灣配音員：胡鎮璽（ANIMAX版）／李世揚（GTV版）
靈界特別防衛隊隊員。特徵是蘑菇頭的男性。魔界洞穴篇，隨同隊長留守企圖消滅幽助。
香腸嘴隊員
日本配音員：石田敦
台灣配音員：馬伯強（ANIMAX版）／梁興昌（GTV版）
靈界特別防衛隊隊員。特徵是香腸嘴的男性。魔界洞穴篇，隨同隊長留守企圖消滅幽助。

### 靈界獸
小波
日本配音員：白鳥由里
台灣配音員：邱涵菲（GTV版）
靈鳥。幽助在考驗時得到的靈界蛋所敷出的靈界獸，也是幽助的分身。每當小波身體不適時，意味著幽助有生命危險。初出生時，外貌為可愛的小生物。後來幽助轉生為魔族時，進化成大鳥的模樣（不死鳥）。

## 靈界偵探篇
- 靈界偵探篇：第1集～第26集

### 靈界偵探篇
- 幽助意外死亡到復活篇：第1集～第5集
- 靈界三大秘寶篇：第6集～第8集

小勝
日本配音員：大谷育江
香港配音員：黃鳳英
台灣配音員：穆宣名（ANIMAX版）／邱涵菲（GTV版）
網路劇演員：森優理斗（國語配音：穆宣名）
幽助救的小孩。
小勝的母親
日本配音員：緒方惠美
香港配音員：盧素娟
台灣配音員：（ANIMAX版）／張乃文（GTV版）
網路劇演員：肘井美佳（國語配音：陳貞伃）
小勝的母親。
莎也加
日本配音員：白鳥由里
香港配音員：陸惠玲
台灣配音員：（ANIMAX版）／楊詩穎（GTV版）
原作為一名幽靈少女，動畫版設定為靈界調査官。
累中不良首領
日本配音員：子安武人
香港配音員：陳維舜
台灣配音員：王希華（ANIMAX版）／李世揚（GTV版）
累中不良首領，被邪鬼操控。
邪鬼
日本配音員：子安武人
香港配音員：陳永信
台灣配音員：王希華（ANIMAX版）／李世揚（GTV版）
妖怪，前科犯。被幽助打敗。
剛鬼
日本配音員：若本規夫
香港配音員：霍波
台灣配音員：于正昌（CTV版）／胡鎮璽（ANIMAX版）／宋克軍（GTV版）
舞台劇演員：新田健太
網路劇演員：勝矢（國語配音：胡鎮璽）
喜歡吃小孩子靈魂的妖怪，變成鬼形態後有角和獠牙。與藏馬和飛影同為靈界通緝的妖怪盜賊，一起偷取了“靈界三大秘寶”中的“餓鬼球”，以方便自己吸取靈魂。

### 奧義繼承篇
- 奧義繼承篇：第9集～第13集

亂童／少林
日本配音員：井上瑤／皆川純子（遊戲版）
香港配音員：馮錦堂
台灣配音員：蔣篤慧（CTV版）／（ANIMAX版）／楊詩穎（GTV版）
專門破解秘技而聞名的好戰妖怪，已殺死九十九個武者並奪取秘笈，幻海是他的第100個目標，參加幻海的審查時變為少年姿態，並化名「少林」。最後對戰幽助時，因法術反彈回自己身上而被幽助收拾。

風丸
日本配音員：真殿光昭
香港配音員：黎偉明
台灣配音員：于正昌（CTV版）／胡鎮璽（ANIMAX版）／李世揚（GTV版）
忍者的後裔，能使用比當時幽助的靈丸還強的“靈氣砲”以及追蹤靈氣的爆破手裡劍。與黑田在黑暗中對戰勝利，後四強與幽助對戰敗北。
牙野
日本配音員：中村秀利
香港配音員：張炳強
台灣配音員：陳進益（CTV版）／馬伯強（ANIMAX版）／宋克軍（GTV版）
擅長所有格鬥技的武道家。和幽助在黑暗中對戰時，藉由戴着面具封鎖自己的“五感”以提升對周遭的感知，最終敗北。
武藏
日本配音員：荒川太郎
香港配音員：張錦江
台灣配音員：于正昌（CTV版）／胡鎮璽（ANIMAX版）／李世揚（GTV版）
劍道四段，真拔刀流劍，師父級。與桑原在黑暗中對戰敗北。
黑田
日本配音員：城山知馨夫
香港配音員：盧國權
台灣配音員：徐健春（CTV版）／王希華（ANIMAX版）／宋克軍（GTV版）
擅長用刀的殺手。與風丸在黑暗中對戰敗北。
珍寶
日本配音員：西村知道
香港配音員：梁耀昌
台灣配音員：劉傑（CTV版）／鈕凱暘（ANIMAX版）／梁興昌（GTV版）
謎樣的中國人。與少林在黑暗中對戰敗北。
蝙蝠魔
日本配音員：千葉繁
香港配音員：梁耀昌
台灣配音員：穆宣名（ANIMAX版）／宋克軍（GTV版）
住在魔性森林地妖怪。

### 四聖獸篇
- 四聖獸篇：第14集～第21集

朱雀
日本配音員：飛田展男
香港配音員：何國星
台灣配音員：于正昌（CTV版）／胡鎮璽（ANIMAX版）／李世揚（GTV版）
演員：木津翼（舞台劇）
四聖獸的首領，用“蟲笛”控制“魔蛔蟲”入侵人間。身邊常跟著一隻雀鳥“姆魯克”。奧義“暗黑妖籠陣”，能將自己分成七個力量相同的分身；也能在受傷後將七人剩餘的妖力集合在一起幫自己療傷，然後再次分身成七人。
頭上觸角是控制秘技的重要觸覺器官，所以平時都用比鑽石更堅硬的護甲覆蓋着，但幽助的靈丸卻把他的護甲打出裂痕，導致他的秘技準確度下降。最後被燃燒生命的幽助以靈光彈打敗。

青龍
日本配音員：千田光男
香港配音員：黃子敬
台灣配音員：徐健春（CTV版）／王希華（ANIMAX版）／梁興昌（GTV版）
演員：榎木智一（舞台劇）
冰拳士，能一秒鐘打出一百發接近絕對零度的凍氣之拳，向其求助的白虎就被他以此招無情殺害。最後被憤怒的飛影瞬間斬出十六刀秒殺。

白虎
日本配音員：渡部猛
香港配音員：李錦綸
台灣配音員：于正昌（CTV版）／胡鎮璽（ANIMAX版）／宋克軍（GTV版）
二足站立的巨型白老虎，能吸收敵人靈氣增加體型以及製造破壞分子的震動球，其毛髮可變出分身妖獣。最後被桑原擊敗但僥倖沒死，卻在向青龍求助時被對方無情殺害。

玄武
日本配音員：島香裕
香港配音員：梁耀昌
台灣配音員：劉傑（CTV版）／鈕凱暘（ANIMAX版）／李世揚（GTV版）
全身都是岩石的巨型烏龜，能任意融入岩石中，其體內有一顆中樞岩能使身體自由拆組或粉碎後復原。最後被藏馬盜走中樞岩並輕易摧毀，使其身體化為粉塵。


日本配音員：橫山智佐／近藤玲子（遊戲版）
香港配音員：雷碧娜
台灣配音員：（ANIMAX版）／邱涵菲（GTV版）
跟在朱雀身邊的雀鳥。
大眼妖
香港配音員：陳永信
台灣配音員：馬伯強（ANIMAX版）／宋克軍（GTV版）
背叛之門的看門者，最終被飛影斬殺。
腐餓鬼
香港配音員：何國星、黃子敬、李錦綸、梁耀昌
台灣配音員：胡鎮璽、王希華（ANIMAX版）／宋克軍、李世揚（GTV版）
妖魔街最下層居民。

### 雪菜救出篇
- 雪菜救出篇：第22集～第26集

垂金權造
日本配音員：緒方賢一
香港配音員：陳永信
台灣配音員：徐健春（CTV版）／王希華（ANIMAX版）／李世揚（GTV版）
舞台劇演員：中村哲人
網路劇演員：春海四方（國語配音：胡鎮璽）
BBC的成員。是一名珠寶商人。為了獲取冰淚石所帶來的暴利，唆使其手下綁架雪菜並逼迫她哭泣以製造冰淚石。之後與左京豪賭落敗而破產，並被戶愚呂弟所殺。
坂下
日本配音員：鈴木勝美
香港配音員：林國雄
台灣配音員：于正昌（CTV版）／胡鎮璽（ANIMAX版）／宋克軍（GTV版）
網路劇演員：河野達郎（國語配音：張立昂）
垂金權造身邊的秘書。
蛭江
日本配音員：二又一成
香港配音員：李錦綸
台灣配音員：于正昌（CTV版）／胡鎮璽（ANIMAX版）／宋克軍（GTV版）
戶愚呂的部下，擁有章魚特徵的妖怪，為了金錢與欲望出賣靈魂，奉命駐守在垂金別墅的前門，被幽助和桑原消滅。
魅由鬼
日本配音員：水原琳
香港配音員：謝潔貞
台灣配音員：蔣篤慧（CTV版）／（ANIMAX版）／張乃文（GTV版）
舞台劇演員：木津翼
戶愚呂的部下「三鬼眾」一角。跨性別者，是作女性裝扮的男妖怪，認為自己心理是女性，被幽助所識破並打敗。
隱魔鬼
日本配音員：野島昭生
香港配音員：陳維舜
台灣配音員：于正昌（CTV版）／王希華（ANIMAX版）／喬資淯（GTV版）
戶愚呂的部下「三鬼眾」二角。使用勾爪和隱形斗篷的妖怪，被幽助和桑原聯手打敗。
獄門鬼
日本配音員：島香裕
香港配音員：梁耀昌
台灣配音員：劉傑（CTV版）／胡鎮璽（ANIMAX版）／宋克軍（GTV版）
戶愚呂的部下「三鬼眾」三角。除了體型大，沒有其他特點，被幽助和桑原聯手打敗。
光頭BBC成員
日本配音員：植村達雄
台灣配音員：鈕凱暘（ANIMAX、GTV版）
BBC的成員。和左京、豚尻等5名成員，參與垂金權造的賭注。
捲髮BBC成員
日本配音員：品川徹
台灣配音員：胡鎮璽（ANIMAX版）／宋克軍（GTV版）
BBC的成員。和左京、豚尻等5名成員，參與垂金權造的賭注。暗黑武術會篇知道左京目的後企圖解決他，但被戶愚呂弟殺害。
白鬍BBC成員
台灣配音員：王希華（ANIMAX版）／喬資淯（GTV版）
BBC的成員。和左京、豚尻等5名成員，參與垂金權造的賭注。
筒井
日本配音員：森川智之
台灣配音員：胡鎮璽（ANIMAX版）／李世揚（GTV版）
網路劇演員：青木健（國語配音：張至超）
照顧雪菜的男性，原本想垂金外出時放走雪菜，被垂金所騙最終在雪菜面前被射殺。真人劇名字設定為「筒井」。

## 暗黑武術會篇
- 暗黑武術會篇（戶愚呂兄弟篇）：第27集～第66集
  - 六遊怪隊篇：第27集～第33集
  - 一垣博士隊篇：第34集～第36集
  - 魔性使者隊篇：第37集～第43集
  - 裏御伽隊篇：第44集～第50集
  - 戶愚呂隊篇（戶愚呂淘汰戰篇）：第51集～第66集

### 戶愚呂隊
戶愚呂弟
日本配音員：玄田哲章、三宅健太（ZUBAAAN!×幽遊白書合作短片）
香港配音員：黎偉明
台灣配音員：陳進益→于正昌（CTV版）／馬伯強（ANIMAX版）／宋克軍（GTV版）
舞台劇演員：片山浩憲
網路劇演員：綾野剛（國語配音：胡鎮璽）
戶愚呂隊副將（實際為大将）。能自由操縱肌肉，妖力等級是B級上等。幾年前開始效力於左京，並贏得上屆暗黑武術會的冠軍。
年輕時與幻海互有情愫。五十年前與幻海一同被邀請參加暗黑武術會，在暗黑武術會開始前的三個月，當時被外界看好的妖怪「潰煉」通知戶愚呂弟被選為貴賓參賽，順便將他門下的所有弟子全部殺害，而他被潰煉擊倒無力阻止，但最後在暗黑武術會的決賽中，親手殺了潰煉得到大會冠軍。在悲劇發生前，他堅信自己是最強的，但因為自身力量不足而失去了重要的事物，悲劇發生後便不斷折磨、埋怨自己，即便日後親手為徒弟們報仇雪恨，仍無法補償內心的自責感。種種因素促使他隱藏自己真實的內心，成為看似一心追求力量的人，並以避免力量隨肉體老化而變弱為由，不顧當時夥伴們的反對，以大會冠軍的權限許下讓自己轉生成為妖怪的願望，使其身體維持在當時的狀態，就此與幻海分道揚鑣，被幻海評為「從這場人生必經的戰鬥中逃跑了」。然而他轉生成妖怪的主要目的是為了懲罰自己，期望有人可以擊敗並殺死自己。
「雪菜救出篇」中受垂金權造雇為守衛，在與幽助及桑原的戰鬥中以20%力量應戰並佯裝戰敗。不久再次遇到幽助，向其展示60%力量，據稱能三分鐘內夷平一座大樓，之後參與暗黑武術會。
「暗黒武術會篇」在大會決戰前和幻海交戰，以80%力量壓倒性擊殺了幻海，作為五十年來的了斷。事後在遇上小閻王時表示，由於大會冠軍能實現任何願望，而自己大概知道當幽助獲勝時會許什麼願望，因此交代他要好好保存幻海的遺體。決賽第四回合與幽助展開激烈交戰時，吸收場內所有妖怪和人類的精氣來使自己變得更強，幽助是第一個讓他使出“100%中的100%”力量的人，最後他扛下了幽助用上整個生命所使出的巨大靈丸並導致其肉體超過負荷而死。
到靈界後主動表示自己要到所有地獄中最痛苦的「冥獄界」贖罪，儘管小閻王指出以他作為格鬥家的功績可以到罪比較輕的地獄，但被他拒絕。在其進入冥獄界前遇到年輕幻海的靈魂，並託付她要照顧幽助，防止他踏上和自己同樣的道路。

戶愚呂兄
日本配音員：鈴木勝美
香港配音員：馮錦堂→陳維舜
台灣配音員：于正昌→劉傑（CTV版）／鈕凱暘（ANIMAX、GTV版）
舞台劇演員：中河内雅貴
網路劇演員：瀧藤賢一（國語配音：張立昂）
戶愚呂隊中堅（實際為副將）。五十年前，與幻海一同被邀請參加暗黑武術會並得到大會冠軍，與弟弟一起轉生成為妖怪。為人卑鄙，不講信用。能將自己的身体任意伸縮、變形，甚至變成武器，威力視使用者而定，稱之為武態；「雪菜救出篇」中將自己變為劍及護手供戶愚呂弟使用。他的身體具有堪稱無限再生的能力，且能自由移動其體內的內臟，包括比較虛弱的腦和心臟。
「暗黒武術會篇」決賽第三回合與桑原展開激烈交戰時，被桑原以「試煉之劍」變出來的「蚊拍」擊潰。之後欲介入戶愚呂弟和幽助之間的決鬥，還說了羞辱幻海的話，結果被戶愚呂弟一拳打飛並粉碎了他的身體。之後他僅存的頭部在海上漂浮了一段時間，一邊重組、一邊發出特別的聲波求救（只有強大且邪惡的人才能接收得到），不久仙水找到了他。
「魔界洞穴篇」中被「美食家」卷原吞噬，但他卻以頑強的生命力反過來將卷原的意識和所有能力一併接收。最後被藏馬趁隙將「邪念樹」植入腦中，因邪念樹的幻覺只有宿主死亡才能擺脫，而戶愚呂兄是不死之身，所以他永遠都要受到邪念樹的幻覺折磨。

左京
日本配音員：古田信幸
香港配音員：張錦江
台灣配音員：于正昌（CTV版）／胡鎮璽（ANIMAX版）／宋克軍（GTV版）
舞台劇演員：荒木健太朗
網路劇演員：稻垣吾郎（國語配音：蔣鐵城）
戶愚呂隊金主兼主將（僅掛名）。亦是一名成功的賭徒，同時具有非同常人的膽識。本出生自少康之家，眾兄弟姊妹中排行最小，從小喜歡追求刺激，看血肉模糊的東西，小時候解剖青蛙、貓、狗，成年時解剖人類，後來喜歡賭博，甚至曾四度以性命作籌碼並都贏得賭局，最後更成為黑暗世界的大人物。他的夢想是開啟一個任何妖怪都能通行的魔界洞穴，也是造成仙水篇（魔界洞穴篇）的成因。
「雪菜救出篇」中與垂金權造及其他暗黑俱樂部（BBC）會員開賭局，賭幽助一行人還是妖怪守衛勝利，並每每勝出。結果贏得垂金權造七十二兆三千五百億的天文數字（等同當時日本的財政預算），使其破產。
「暗黒武術會篇」於決賽第四回合開始前提出「以性命做籌碼，勝利者等同贏得兩場」的賭博（即第四回合等同決勝回合）。最後由於幽助戰勝而賭輸了性命，隨後引爆預先埋藏在武術會會場內的炸藥自殺身亡。在動畫版中，與靜流有微妙的感情，靜流於場內受到其他妖怪或警衛侵擾時，都是由他出手解圍，爆炸前將刻有「S.N.」的打火機送給靜流。
鴉
日本配音員：堀川亮
香港配音員：馮錦堂
台灣配音員：徐健春（CTV版）／王希華（ANIMAX版）／李世揚（GTV版）
網路劇演員：清水尋也（國語配音：張至超）
戶愚呂隊先鋒。黑色長髮男子，戴著面罩抑壓自己的力量，能夠製造及支配火藥。曾被戶愚呂兄弟擊敗過。沒有一定程度的妖力或靈力是看不見鴉所製造的炸彈，例如藏馬在南野秀一的形態下看不見炸彈，但變回妖狐後就能看得見。卸下面罩後會從嘴巴收集煙火物質，身體形同火藥庫，他的頭髮會變成金色，同時妖力大增。
「暗黒武術會篇」決賽第一回合與藏馬展開激烈交戰時，一度被恢復為妖狐的藏馬以「魔界含羞草」攻擊，但卻只弄掉他的面罩，使他發揮出原本的實力，隨後妖狐藏馬因決賽前試了太多次「前世種子」的效力產生副作用（實際上是因為妖狐的力量持續回到南野秀一的身上），提早變回南野秀一形態，令藏馬陷入苦戰。最後被藏馬捨身召喚的魔界吸血植物所殺，但藏馬卻因倒地滿十秒被判敗北。

武威
日本配音員：金尾哲夫／若本規夫（遊戲版）
香港配音員：陳永信
台灣配音員：于正昌（CTV版）／胡鎮璽（ANIMAX版）／梁興昌（GTV版）
網路劇演員：荒井敦史（國語配音：胡鎮璽）
戶愚呂隊次鋒。穿著沈重的鎧甲抑壓自己的力量，武器是一把大斧頭。曾被戶愚呂兄弟擊敗過。沉黙寡言，臉上的傷疤是他與戶愚呂弟戰鬥過的證據。卸下鎧甲後的妖力強得足以令身體升起。
「暗黒武術會篇」決賽第二回合與飛影展開激烈交戰時，一度將黑龍波的攻勢推回給飛影，但反被吸收黑龍波的飛影擊敗。

### 六遊怪隊
16強隊伍，浦飯隊第一回合對手。
酎
日本配音員：若本規夫
香港配音員：李錦綸→黎偉明
台灣配音員：徐健春（CTV版）／王希華（ANIMAX版）／宋克軍（GTV版）
煉金妖術師，使用醉拳作為武技，必須在喝醉吐過後才能發揮全力；能混合自己妖氣和酒氣，放出類似靈丸的能量球，威力與幽助的靈丸不相伯仲。性格好鬥，與幽助相當投契。
「暗黒武術會篇」和幽助展開激烈交戰，在雙方都耗盡靈力後以「刀口邊緣的勝負」對決，在一輪肉搏戰後被幽助的「鐵頭功」擊敗。
「魔界統一篇」中與鈴駒、陣、凍矢，鈴木、死死若丸受藏馬邀請加入黃泉一方，修練後妖力大大提升，參加了幽助舉辦的魔界統一戰。在預選時敗給雷襌的舊對手棗，但同時亦愛上她。為了追求她而不停地修練，漫畫版中最後棗被他的傻勁感動而動情。
鈴駒
日本配音員：近藤玲子／松井惠理子（遊戲版）
香港配音員：盧素娟
台灣配音員：蔣篤慧（CTV版）／（ANIMAX版）／邱涵菲（GTV版）
身材嬌小的男孩，動作靈活，為六遊怪隊的先鋒。能以妖力操縱“魔妖妖”（外觀像一種小型的溜溜球），脫手後可任意操縱之。
在和桑原展開激烈交戰後，藉此技使其在場外的時間超過十秒而落敗。後在魔界統一篇中與酎、陣、凍矢、鈴木、死死若丸受藏馬邀請加入黃泉一方，修練後妖力大大提升，參加了幽助舉辦的魔界統一戰，於正式賽第一回合賽中敗給石流。
是流
日本配音員：真殿光昭／森川智之（遊戲版）
香港配音員：何國星
台灣配音員：于正昌（CTV版）／胡鎮璽（ANIMAX版）／鈕凱暘（GTV版）
冷酷的金髮男性，火炎術者，擁有相當強大的火妖氣，能熟練運用人間界的火焰，但威力不如魔界的火焰。與飛影交戰時，被飛影使出當時還尚未完成的「邪王炎殺黑龍波」燒得屍骨無存；但此招的副作用令飛影的右手嚴重燒傷及妖力下降，因而在其後的多場比賽無法發揮應有的實力。
呂屠
日本配音員：森川智之
香港配音員：馮錦堂
台灣配音員：徐健春（CTV版）／王希華（ANIMAX版）／徐偉翔（GTV版）
手上可使用“真空旋風刀”，但本人沒什麼實力。與藏馬交戰時，以妖魔使者會對藏馬養母不利作威脅要求放水，反被藏馬植入“島根木草”的種子爆體而亡。
威摩陣
日本配音員：西村知道
台灣配音員：胡鎮璽（ANIMAX版）／李世揚（GTV版）
戴著眼鏡男性。為享受殺人的樂趣而參加武術會。見到是流慘死後，打算臨陣退場，被酎逮到，死在酎的手上。
牙王
日本配音員：宇垣秀成
台灣配音員：鈕凱暘（ANIMAX版）／梁興昌（GTV版）
皮膚黝黑男性。享受殺人的樂趣而參加武術會。見到是流慘死後，打算臨陣退場，被酎逮到，死在酎的手上。
權田原助造
日本配音員：中村秀利
台灣配音員：王希華（ANIMAX版）／李世揚（GTV版）
BBC的成員男性。六遊怪隊的金主（後台老闆）。

### 獨眼牛隊
16強隊伍，一垣博士隊第一回合對手。
獨眼牛
日本配音員：宇垣秀成
台灣配音員：鈕凱暘（ANIMAX版）／李世揚（GTV版）
獨眼牛隊大將。不滿敗北一垣博士隊，執意殺死一垣博士隊，但反被一垣博士隊的圓、梁、魁三人合力殺死。

### 魔界狂戰士隊
16強隊伍，戶愚呂隊第一回合對手。
黃玉
日本配音員：稻葉實
台灣配音員：于正昌（CTV版）／王希華（ANIMAX版）／周學禮（GTV版）
魔界狂戰士隊大將。手持大斧，動畫版第33集殺掉羅愚毘，救了無法發射靈丸的幽助一命，並揚言要在大會上親手打敗他，在後來的比賽中被使出45%力量的戶愚呂弟所殺。
弩洲濃
日本配音員：宇垣秀成
台灣配音員：王希華（ANIMAX版）／梁興昌（GTV版）
擅長推掌的力士，在比賽中被使出45%力量的戶愚呂弟所殺。
豪里羅
日本配音員：西村知道
台灣配音員：鈕凱暘（ANIMAX版）／周學禮（GTV版）
手持木槌，在比賽中被使出45%力量的戶愚呂弟所殺。
馬馬鬼
日本配音員：檜山修之
台灣配音員：鈕凱暘（ANIMAX版）／李世揚（GTV版）
手持十字矛，在比賽中被使出45%力量的戶愚呂弟所殺。
我我鬼
日本配音員：森川智之
台灣配音員：胡鎮璽（ANIMAX版）／鈕凱暘（GTV版）
手持誅刺，在比賽中被使出45%力量的戶愚呂弟所殺。
羅愚毘
日本配音員：福田信昭
台灣配音員：陳進益（CTV版）／馬伯強（ANIMAX版）／李世揚（GTV版）
使用武器為靈魔球，可跟蹤敵人的靈氣而追殺。動畫版第33集企圖在大會外殺掉幽助，由於無視黃玉的勸告而被他所殺。

### 一垣博士隊
8強隊伍，浦飯隊第二回合的第一支對手。
一垣博士
日本配音員：槐柳二
香港配音員：黃子敬
台灣配音員：于正昌（CTV版）／王希華（ANIMAX版）／宋克軍（GTV版）
令圓、梁、魁的師父生病的元兇，以人類作為實驗品，在人類身體中加入“操血瘤”，使其成為毫無思想及感情的超級戰鬥機器。在隊伍輸給浦飯隊後，給自己體內注入“戰鬥妖液”意圖報復，但被幽助一拳打倒。
圓／M-1號
日本配音員：龜井芳子
香港配音員：馮錦堂
台灣配音員：于正昌（CTV版）／穆宣名（ANIMAX版）／邱涵菲（GTV版）
為了身患重病的恩師，把身體交給一垣作實驗，變成只懂戰鬥的機器。使用“天使環”。戰鬥後期流下血淚，顯示其心靈與「操血瘤」的抗爭，並希望幽助及桑原殺掉他以解放自我。後被幻海以靈氣淨化，擺脫「操血瘤」控制。戰後覺得沒臉面對師傅，但被師傅當場原諒。幽助決賽時到會場觀戰。
- 地獄天使波

梁／M-2號
日本配音員：荒川太郎
香港配音員：林國雄
台灣配音員：陳進益（CTV版）／胡鎮璽（ANIMAX版）／李世揚（GTV版）
為了身患重病的恩師，把身體交給一垣作實驗，變成只懂戰鬥的機器。使用“靈氣棍”，可自由伸縮，具有隱藏性。戰鬥後期流下血淚，顯示其心靈與「操血瘤」的抗爭，並希望幽助及桑原殺掉他以解放自我。後被幻海以靈氣淨化，擺脫「操血瘤」控制。戰後覺得沒臉面對師傅，但被師傅當場原諒，幽助決賽時到會場觀戰。
- 靈氣棍

魁／M-3號
日本配音員：中村大樹、檜山修之（第33集）
香港配音員：李錦綸
台灣配音員：徐健春（CTV版）／王希華（ANIMAX版）／宋克軍（GTV版）
為了身患重病的恩師，把身體交給一垣作實驗，變成只懂戰鬥的機器。使用“驅動爪”，靈氣有隱藏性。戰鬥後期流下血淚，顯示其心靈與「操血瘤」的抗爭，並希望幽助及桑原殺掉他以解放自我。後被幻海以靈氣淨化，擺脫「操血瘤」控制。戰後覺得沒臉面對師傅，但被師傅當場原諒，幽助決賽時到會場觀戰。此外，他為了贖罪，主動表示願意代替被他打得受了重傷的桑原出賽，但被幽助拒絕。
- 驅動爪

M-4號
日本配音員：西村知道
台灣配音員：于正昌（CTV版）／胡鎮璽（ANIMAX版）／周學禮（GTV版）
一垣的助手妖怪，負責牽制飛影和藏馬參加比賽，並操控一垣製作的妖鋼獸應戰，但反被兩人制服且拷問出關於一垣的情報。
M-5號
日本配音員：稻葉實
台灣配音員：馬伯強（ANIMAX版）／梁興昌（GTV版）
一垣的助手妖怪，負責牽制飛影和藏馬參加比賽，但反被兩人秒殺而死。

### 魔性使者隊
8強隊伍，浦飯隊第二回合的第二支對手。
陣
日本配音員：山口勝平
香港配音員：何國星
台灣配音員：陳進益→劉傑（CTV版）／胡鎮璽（ANIMAX版）／賈文安（GTV版）
風之使者，頭頂有隻小尖角，身著白色輕便衣裝的紅髮青年，可任意操縱風作為武器，在空中自由移動。
與幽助的對決，是位好敵手，與幽助也十分投契，最後被幽助以靈光彈打敗，但是因大會認為兩人當時皆在擂臺外而被判定為平手。
後在魔界統一篇中與鈴駒、酎、凍矢、鈴木、死死若丸受藏馬邀請加入黃泉一方，修練後妖力大大提升，參加了幽助舉辦的魔界統一戰。最後在在正式賽第一回合賽時被雷襌的舊友-廋傑打敗。

凍矢
日本配音員：松本保典／鈴木勝美（遊戲版）
香港配音員：林國雄
台灣配音員：于正昌→陳進益（CTV版）／馬伯強（ANIMAX版）／梁興昌（GTV版）
咒冰使者，鮮有表情變化的藍髮青年，可任意操縱冰作為武器，是最高位的冰系妖怪。
與藏馬的對決，因藏馬前一場被畫魔封印妖力，曾處於優勢，但藏馬將「島根木草」種在自己體內，以突然冒出的分枝刺倒凍矢而勝出。
後在魔界統一篇中與鈴駒、酎、陣、鈴木、死死若丸受藏馬邀請加入黃泉一方，修練後妖力大大提升，參加了幽助舉辦的魔界統一戰。最後在正式賽第一回合賽時被雷襌的舊友-九淨打敗。

吏將
日本配音員：田原阿爾諾／曾我部和恭（遊戲版）
香港配音員：梁耀昌
台灣配音員：于正昌（CTV版）／王希華（ANIMAX版）／宋克軍（GTV版）
土之使者，可操縱土覆蓋著身體當冑甲。
被受到雪菜刺激而瞬間恢復力量的桑原擊敗。

畫魔
日本配音員：曾我部和恭
香港配音員：盧國權
台灣配音員：徐健春（CTV版）／胡鎮璽（ANIMAX版）／周學禮（GTV版）
化妝使者，以自己的血液作為顏料，以各種圖形畫於別人身上，從而使出不同魔咒；亦可畫於自身，加強妖力。魔咒皆有時間限制。
與藏馬的對決，一度居於上風，但被藏馬以頭髮使出薔薇鞭反擊而重傷，最後把自己的血灑在藏馬身上造成咀咒，令藏馬的妖力被封印，替下一場的凍矢爭取優勢。

爆拳
日本配音員：小關一
香港配音員：陳永信
台灣配音員：徐健春（CTV版）／王希華（ANIMAX版）／李世揚（GTV版）
霧之使者，外形龐大，但在隊中最沒有實力，只懂拳腳功夫，唯一的招式是將產生的汗變成霧氣。
不顧裁判的警告，攻擊失去戰鬥能力的藏馬，藉此獲得一次勝利，隨後被幽助輕易打倒並予以痛擊。

豚尻
日本配音員：島香裕
台灣配音員：馬伯強（ANIMAX版）／李世揚（GTV版）
BBC的成員。和左京等5名成員，參與垂金權造的賭注。
魔性使者隊的金主（後台老闆）。

### 獄界六凶隊
8強隊伍，裏御伽隊第二回合對手。
狸砲
台灣配音員：王希華（ANIMAX版）／李世揚（GTV版）
猿猴外貌的妖怪，大賽中敗給黑桃太郎。
念蛇
台灣配音員：胡鎮璽（ANIMAX版）／喬資淯（GTV版）
蛇頭外貌的妖怪，大賽中敗給魔金太郎，死亡。
極道山
台灣配音員：鈕凱暘（ANIMAX、GTV版）
大賽中敗給怨爺。
科學怪人
台灣配音員：鈕凱暘（ANIMAX版）／李世揚（GTV版）
科學怪人妖怪。
狼男
台灣配音員：馬伯強（ANIMAX版）／梁興昌（GTV版）
狼男妖怪。

### 裏御伽隊
4強（準決賽）隊伍，浦飯隊第二回合第三支對手。
鈴木
日本配音員：曾我部和恭、速水獎（PS2遊戲版）、亀山雄慈（手機遊戲版）
香港配音員：陳永信
台灣配音員：徐健春→于正昌（CTV版）／王希華→鈕凱暘（ANIMAX版）／喬資淯（GTV版）
自稱「美麗的魔鬥家·鈴木」，非常愛美。擅於替他人製造適合的魔道具，能改變自己妖氣的波長，使出外表華麗的戰鬥招式，但實力並不強大。過去名為「強壯的妖戰士·田中」，但被使出30%力量的戶愚呂弟擊敗，因太過懦弱被對方饒過不殺。
暗黑武術會篇，以提高自身鬥志為由，打扮成老人並化名「怨爺」，後來被幻海識破並以真身的「小丑」裝扮出場，但沒多久就敗給幻海。原本模樣是一名「青年」，在決賽前把「試煉之劍」和「前世種子」送給桑原和藏馬。
在魔界統一篇中，與鈴駒、酎、陣、凍矢、死死若丸受藏馬邀請加入黃泉一方，修練後妖力大大提升，參加了幽助舉辦的魔界統一戰，在正式賽第一回合賽即敗陣。
怨爺
日本配音員：田口昂
香港配音員：陳永信
台灣配音員：徐健春（CTV版）／王希華（ANIMAX版）／周學禮（GTV版）
鈴木在暗黑武術會假扮的姿態，後來被幻海識破卸下偽裝。

死死若丸
日本配音員：森川智之
香港配音員：李錦綸
台灣配音員：于正昌（CTV版）／胡鎮璽（ANIMAX版）／李世揚（GTV版）
角色藍本為「牛若丸」（源義經）。真身十分像娃娃，他變成人形時容貌俊秀，受到很多女妖怪的擁戴；但情緒激動時頭上會長一對角，臉孔會變得很恐怖。
其妖力能輕易打破裏浦島佈下的結界，還能將怨爺給的道具“試煉之劍”變為“魔哭鳴斬劍”。使用怨爺給的道具“死出之羽衣”輕易將桑原傳送到別處，最後被幻海以“靈光鏡反衝”彈回自己的妖氣而戰敗。
後在魔界統一篇中與鈴駒、酎、陣、凍矢、鈴木受藏馬邀請加入黃泉一方，修練後妖力大大提升，參加了幽助舉辦的魔界統一戰，最後在正式賽第一回合賽被雷禪的部將北神打敗。

裏浦島
日本配音員：二又一成
香港配音員：區瑞華
台灣配音員：劉傑（CTV版）／鈕凱暘（ANIMAX版）／喬資淯（GTV版）
角色藍本為日本童話（御伽）裏的「浦島太郎」。真身是幻魔獸，被死死若丸變成人形時喜歡說謊。他的釣竿是強力妖具，能施放和瑠架程度相當的結界。使用怨爺給的道具“逆玉手箱”，欲利用箱中能令人返老還童的“前世種子”煙霧輕鬆取勝。
在與藏馬戰鬥時，藉由詐術和陷阱襲擊藏馬，但他使用的煙霧反而使藏馬回復到前生的身體“妖狐藏馬”，在他被妖狐藏馬逼問出裏御伽隊的秘密前遭到死死若丸所殺。

黑桃太郎
日本配音員：青森伸
香港配音員：陳維舜
台灣配音員：陳進益（CTV版）／馬伯強（ANIMAX版）／梁興昌（GTV版）
角色藍本為日本童話（御伽）裏的「桃太郎」。吃下怨爺給的道具“奇美丸子”，能完全記憶所承受的攻擊並強化自身，從而使敵人的招數無效。
一度以魔犬之裝的型態咬傷飛影，但隨即被飛影用“邪王炎殺劍”腰斬。

魔金太郎
日本配音員：宇垣秀成
香港配音員：林國雄
台灣配音員：陳進益（CTV版）／馬伯強（ANIMAX版）／宋克軍（GTV版）
角色藍本為日本童話（御伽）裏的「金太郎」。能將手化成斧形攻擊，但他的速度根本打不中飛影。
一開始就被飛影砍下一隻手而不自覺，最後被飛影用刀直接從頭頂貫穿而死。

### 五連邪隊
4強（準決賽）隊伍，戶愚呂隊第二回合對手。
阿架連邪
日本配音員：宮本充
台灣配音員：王希華（ANIMAX版）／宋克軍（GTV版）
五連邪隊隊長。能高速移動幻化成無數身影，絕招是和喪喪連邪、亞尾連邪合體技三重殺奏。和戶愚呂兄對戰時，和武威及鴉被戶愚呂兄弟擊敗時一樣拒絕求饒，受到戶愚呂兄的讚賞，但仍被戶愚呂兄所殺。
喪喪連邪
日本配音員：白鳥由里
台灣配音員：（ANIMAX版）／邱涵菲（GTV版）
桃連邪。隊中唯一女性，模樣姣好，身材豐滿。以壓倒性的力量戰勝了鬼道戰隊的魔天王，並能以跳舞般的高速移動幻化成無數身影。絕招是和阿架連邪、亞尾連邪合體技三重殺奏。和戶愚呂兄對戰時被刺中陰部及手腳當場死亡。
亞尾連邪
日本配音員：西村知道
台灣配音員：胡鎮璽（ANIMAX版）／李世揚（GTV版）
能高速移動幻化成無數身影，絕招是和阿架連邪、喪喪連邪合體技三重殺奏。和戶愚呂兄對戰時，向戶愚呂兄求饒，但戶愚呂兄討厭可恥的人而將他殺了。
鬼連邪
日本配音員：宇垣秀成
台灣配音員：馬伯強（ANIMAX版）／鈕凱暘（GTV版）
手持「岩鐵斬劍」，曾想藉此唬嚇武威，卻反被武威的大斧所嚇到。由於其判斷武威會受其鎧甲及大斧的重量影響到出招速度，因此拉近雙方的距離欲取得攻擊優勢，但反被對方瞬間劈散身體。
魅土連邪
日本配音員：小山武宏
台灣配音員：鈕凱暘（ANIMAX、GTV版）
能射出腐蝕性的靈力球。被鴉當成玩具般的玩弄著，身體慢慢被炸掉，最後全身被鴉炸得粉碎。

### 武術會相關者
小兔
日本配音員：折笠愛
香港配音員：黃麗芳
台灣配音員：姚敏敏（CTV版）／穆宣名（ANIMAX版）／張乃文（GTV版）
狐狸精，惡魔電視台（暗黑武術會實況轉播主辦單位）主持人兼大會裁判員，形似狐狸。漫畫魔界統一篇結束之後，前往人間當偶像藝人。
樹里
日本配音員：遠藤勝代
香港配音員：林元春
台灣配音員：朱憶華（CTV版）／（ANIMAX版）／邱涵菲（GTV版）
蜥蜴精，惡魔電視台主持人兼大會裁判員，形似蜥蜴、人魚。漫畫魔界統一篇結束之後，前往人間當偶像藝人。
瑠架
日本配音員：鈴鹿千春／武田華（遊戲版）
香港配音員：雷碧娜
台灣配音員：蔣篤慧（CTV版）／穆宣名（ANIMAX版）／邱涵菲（GTV版）
暗黑武術會結界師兼看護士，身上纏有用咒文串成的束咒繩，她的防咒壁能力在魔界是首屈一指的。漫畫魔界統一篇結束之後，前往人間當偶像藝人。
三田村
日本配音員：丸山詠二
台灣配音員：馬伯強（ANIMAX版）／周學禮（GTV版）
圓、梁、魁的師父。
潰煉
日本配音員：宇垣秀成
台灣配音員：鈕凱暘（ANIMAX版）／李世揚（GTV版）
50年前暗黒武術會的優勝候補。曾殺死戶愚呂弟旗下所有弟子，最終在武術會上被戶愚呂弟擊殺。
船長
日本配音員：笹岡繁藏
台灣配音員：于正昌（CTV版）／胡鎮璽（ANIMAX版）／李世揚（GTV版）
將參賽者送上武術會地點「上吊島」的船長。
黃牛
日本配音員：田口昂
台灣配音員：鈕凱暘（ANIMAX版）／李世揚（GTV版）
賣武術會黃牛票的妖怪。

## 魔界洞穴篇
- 魔界洞穴篇（仙水篇）：第67集～第94集
  - 四次元大宅篇（領域能力篇）：第67集～第71集
  - 領域篇：第72集～第84集
  - 仙水篇：第85集～第94集

### 蟲寄市居民
城戶亞沙斗
日本配音員：子安武人
香港配音員：何國星
台灣配音員：于正昌（CTV版）／胡鎮璽（ANIMAX版）／李世揚（GTV版）
國中三年級生，居住於蟲寄市。領域能力是「影子」，能踏著別人的影子使人動彈不得，更能在自己身體不能動的時候移動自己的影子，不過須耗費相當大的體力。
海藤優
日本配音員：二又一成
香港配音員：李錦綸
台灣配音員：劉傑→于正昌（CTV版）／鈕凱暘（ANIMAX版）／宋克軍（GTV版）
高中二年級生，居住於蟲寄市。藏馬的同校同學，是位天才優等生，精通語音學，曾出版過幾部文學作品，在校的學業成績總是僅次於藏馬，因而憤憤不平。領域能力是“禁語”，在他的領域內無法進行暴力行為，只要說到禁語的人就會被抽出魂魄，對象包括他自己。
柳澤光成
日本配音員：真殿光昭
香港配音員：林國雄
台灣配音員：陳進益（CTV版）／馬伯強（ANIMAX版）／鈕凱暘（GTV版）
高中二年級生，居住於蟲寄市。領域能力是「模仿」，不但能模仿別人的外型，甚至連記憶、動靜、指紋、聲紋、氣紋都能完全模仿。
室田繁
日本配音員：福田信昭
香港配音員：張炳強
台灣配音員：徐健春（CTV版）／王希華（ANIMAX版）／宋克軍（GTV版）
拳擊手。居住於蟲寄市。領域能力是「讀心術」，擁有能夠聽到別人心聲的能力。在幽助擊敗「醫生」後不久，他被「美食家」卷原吞噬，使卷原得到他的能力。
高井
台灣配音員：穆宣名（ANIMAX版）／邱涵菲（GTV版）
蟲寄市大凶醫院的護士，遭到神谷醫生攻擊。
刃霧要的妹妹
日本配音員：金井美香
台灣配音員：（ANIMAX版）／邱涵菲（GTV版）
出現在刃霧要身旁的少女，在動畫版的設定是刃霧要的妹妹。領域能力是「殘留記憶」，可以讀取對象的殘留記憶、也能將其記憶傳達給他人。

### 仙水一夥
仙水忍
日本配音員：納谷六朗／山野井仁（遊戲版）、石田彰
（少年）
香港配音員：陳永信（實）／張錦江（一也）／蘇強文（忍）
台灣配音員：徐健春、于正昌（少年）（CTV版）／王希華（ANIMAX版）／梁興昌（GTV版）
26歳。代號「黑暗天使」。幽助之前的前任靈界偵探，從小就開始獨自與妖怪搏鬥，戰鬥經驗豐富，擁有罕見的「聖光氣」，是能力相當於S級妖怪的人類。他在高中時是個過於正義的人，認為自己是上天派來保護人類的使者。
在一次任務中被派去封住左京所開的小型魔界洞穴，但在那裡看見人類虐殺那些小妖的殘酷場景而絕望，結果他殺光了在場所有人，並對隨後趕到的樹喃喃訴說「這裡一個人都沒有」，接著他於十年前闖入靈界資料庫並盜走被靈界塗改後記錄人類黑暗面的極秘錄影帶「黑之章」後就失蹤了，看完影片後仙水因對人類產生怨恨而有了殺死所有人的想法。
抱持怨恨的仙水，在長久的日子使他慢慢衍生出七種人格：「忍」、「實」、「一也」、「喬治」、「奈留」、「誠」、「等」。
後來因患上了不治之症，而迅速開挖魔界洞穴，真正目的是想要死在魔界。最後被受到雷禪控制的幽助輕易擊敗，但仙水脸上带着淡淡的满足与微笑，盼望著能夠投胎到魔界而死去，他的遺言是「死了也不想去靈界」，死後樹帶走了他的遺體。

樹
日本配音員：辻谷耕史／近藤隆（遊戲版）
香港配音員：何國星
台灣配音員：于正昌（CTV版）／胡鎮璽（ANIMAX版）／李世揚（GTV版）
代號「守衛」。仙水的重要夥伴。在仙水進行靈界任務時認識仙水，喜歡仙水，後來負責協助仙水開啟魔界洞穴。在魔界中為數不多的妖怪種族「闇撫（やみなで）」，擁有影子手，可以隨意的連結、創造出空間及通道，另外他還有操縱低等的異次元妖怪的能力。
比如他曾用「裡男」（背面影子之男）的空間困住眾人，直到裡男的右眼被桑原的次元刀割開，眾人才逃離空間，之後樹的右眼也留下一道割痕，兩者間可能存在著一定的聯繫。在洞穴事件結束後帶走了仙水的遺體，與他在亞空間度過餘生。

刃霧要
日本配音員：關口英司／白井悠介（遊戲版）
香港配音員：黎偉明
台灣配音員：于正昌（CTV版）／胡鎮璽（ANIMAX版）／宋克軍（GTV版）
17歳。代號·領域能力「狙擊手」，將氣集入物體後射出，連橡皮擦也能變得跟子彈的威力一樣大，就連運油車也可以當武器攻擊。絕技是“死紋十字斑”，将气运到物体上使之变成暗器，会自动朝向攻击目标追踪。
初登場使用能力擊傷室田繁，後來與仙水出現在幽助家附近襲擊幽助等人。後來一人牽制幽助避免他追上仙水等人的基地，之後被飛影避開要害將其用刀刺昏。洞穴事件結束後，和一名少女再一起，不久就失蹤了，但仍持續分擔家計。

神谷實
日本配音員：荒川太郎
香港配音員：梁耀昌
台灣配音員：陳進益（CTV版）／馬伯強（ANIMAX版）／宋克軍（GTV版）
29歳。代號·領域能力「醫生」，可以改變自身的體質，例如指甲變長、點穴、改變腦中興奮物質等，強化自身的能力，使自己不會感到疼痛，以便接合傷口，雙手有如刀一般鋒利，且可以把手刀隱形化。還能夠製造帶有病原體的毒蟲，使人生病後在短時間死亡。
在大凶醫院中偷襲幽助等人，後來被幽助擊敗，之後因在醫院殺人未遂而入獄。洞穴事件結束後，後來逃獄而遭到通緝，他將自己整容並以新容貌救治許多人。
御手洗清志
日本配音員：松本梨香
香港配音員：盧素娟
台灣配音員：朱憶華（CTV版）／（ANIMAX版）／錢欣郁（GTV版）
14歳。代號·領域能力「水手」（中視國語版譯為「水兵」），可以將自己的血液滴入液體變成有生命並聽從命令的妖怪，血液用得越多，變成的妖怪就越強。因為看過灵界纪录人类黑暗面的極秘錄影帶「黑之章」，因此對人類感到無限的罪惡。
在雨天時襲擊桑原等人，後來被桑原召喚的次元刀擊敗。並受到幽助等人的友善對待所感化，協助他們闖入仙水的基地。洞穴事件結束後，決心努力讀書，並考試進入著名高中。
天沼月人
日本配音員：龜井芳子
香港配音員：林元春
台灣配音員：蔣篤慧（CTV版）／穆宣名（ANIMAX版）／邱涵菲（GTV版）
11歳。代號·領域能力「電玩高手」，可以使電子遊戲變成現實場景，就連遊戲人物的生死也能完全模仿。個性孤僻，認為其他人太笨而故意遠之。
在洞穴中為拖延時間與幽助等人玩電玩，但天沼並不知道自己被仙水利用，而藏馬為阻止洞穴開啟，使用心理戰告訴天沼真相，使天沼因作為遊戲魔王落敗而死亡。後來小閻王使用「魔封環」讓天沼復活，落入仙水要使魔封環之靈力減弱的盤算。洞穴事件結束後，改變其孤僻的性格，過著平凡的生活。
卷原定男
日本配音員：石田敦
香港配音員：梁耀昌
台灣配音員：于正昌（CTV版）／胡鎮璽（ANIMAX版）／周學禮（GTV版）
代號·領域能力「美食家」（中視國語版譯為「老饕」），能夠將他人吞入體內，並吸收此人的能力。
在洞穴事件中，先後吞噬了戶愚呂兄和擁有「讀心術」能力的室田，後來他的意識和所有能力都被潛伏於體內的戶愚呂兄一併接收。

## 魔界統一篇
- 魔界統一篇：第95集～第112集
  - 三強鼎立篇：第95集～第103集
  - 比武大賽篇：第104集～第112集

### 佐藤家
佐藤黑呼
日本配音員：彌永和子
香港配音員：沈小蘭
台灣配音員：姚敏敏（CTV版）／穆宣名（ANIMAX版）／連思宇（GTV版）
初代靈界偵探。原姓真田，後改姓佐藤。在她擔任這個職務時，還是一個14歲的身材肥胖的國中生，然而在她擔任靈界偵探的三年之中，身高狂長，體重沒有變化。因為結婚辭去靈界偵探一職，由後輩仙水忍繼任。後來在住在遠離城市的森林中的一座寬敞的木屋，與她的丈夫晶吾結婚，婚後生下一男一女兩個孩子。
佐藤晶吾
日本配音員：城山堅
香港配音員：陳永信
台灣配音員：王希華（ANIMAX版）／李世揚（GTV版）
黑呼的丈夫，是一名作家，有著占卜的興趣。
佐藤快晴
日本配音員：高乃麗
香港配音員：林丹鳳
台灣配音員：穆宣名（ANIMAX版）／邱涵菲（GTV版）
黑呼的兒子，9歲。相當調皮可愛，喜歡看電視。
佐藤風吹
日本配音員：大谷育江
香港配音員：黃麗芳
台灣配音員：（ANIMAX版）／連思宇（GTV版）
黑呼的女兒，8歲。相當調皮可愛，喜歡媽媽。

### 雷禪陣營
雷禪
日本配音員：菅生隆之
香港配音員：盧國權
台灣配音員：于正昌（CTV版）／胡鎮璽（ANIMAX版）／宋克軍（GTV版）
外號「闘神」雷禪。魔界三大妖怪中最年長一位。在軀和黃泉尚未崛起之時代，就已在人界及魔界橫行。
七百年前，雷禪在人界被追捕期間受傷，遇上一位靠吞下病患者病灶、在身體培養出抗體再割下自體血肉做藥的女性食脫醫師，雷禪被她治療過，雖然雷禪一度想吃了她，然而對方展示充滿著百毒的祼體及不怕死的氣度，更取笑雷禪的膽怯，使雷禪反被其吸引，更展開追求，他們一起同眠共枕後，留下了魔族大隔世的血脈，但雷禪感到自己的渺小而不辭而別，並承諾下次見面前他不會吃人，可是該女子產下孩子後便死去，雷禪深信終有一日會找到再次轉世為人的她，決定繼續絕食。
死前警告幽助，要注意野心很大的黃泉，並建議找軀結盟，因為她只希望保持魔界原狀，不想影響靈界及人界。而他則希望人界、靈界和魔界最後可以和平共處。黃泉感應到雷禪一眾已退隱的打架朋友時，得知他們每位的妖力都至少跟自己不相伯仲，但是據煙鬼所言，過去雷禪的實力遠在他們之上。
北神
日本配音員：堀內賢雄
香港配音員：馮錦堂
台灣配音員：于正昌（CTV版）／胡鎮璽（ANIMAX版）／梁興昌（GTV版）
原雷禪國家副將。雷禪身邊的臣子，S級妖怪。擁有魔界中最柔軟的身體，可任意變形伸長，躲避別人攻擊。受雷禪所托與東王等人前往人界接觸幽助時，雖然妖力被壓至D級以下，但仍可用其能力戲弄幽助。
東王
日本配音員：宇垣秀成
台灣配音員：馬伯強、王希華、胡鎮璽（ANIMAX版）／李世揚（GTV版）
雷禪身邊的臣子，A級妖怪。
西山／西帝
日本配音員：伊藤栄次
台灣配音員：王希華（ANIMAX版）／宋克軍（GTV版）
雷禪身邊的臣子，A級妖怪。
南海
日本配音員：松本保典
台灣配音員：馬伯強、王希華（ANIMAX版）／宋克軍（GTV版）
雷禪身邊的臣子，A級妖怪。

### 軀陣營
軀
日本配音員：高山南、折笠愛（第96集）
香港配音員：蔡惠萍
台灣配音員：朱憶華（CTV版）／穆宣名（ANIMAX版）／張乃文（GTV版）
魔界三大妖怪之一。實力最強女性，右手能切開空間，並以此困著或攻擊敵人。其國家綜合力量也是最高的。她提過77位直屬戰士的數字七十七是本人純粹喜歡的數字。
出世時下體被改造，供奴隸商人痴皇當作性奴隷。七歲生日那天，以硫酸自毀右半身和容顏，失寵於痴皇，從此獲得自由。她也以那天作為真正出生日。痴皇為防範軀報復，在她腦袋抹上一層偽造記憶，每當軀對他產生殺意，偽造的記憶便會自動浮現，因此每年生日前後也是她精神狀態最不穩定時期；統一戰後，飛影將偽造的記憶解除，並對痴皇植入寄生植物擬人花，再送給軀作為生日禮物。
軀野心不大，只希望保持魔界原狀，因此雷禪死前建議幽助和她結盟，以對抗用統一魔界為口號、實則想成為獨裁者的黃泉。軀得知幽助找黃泉談判，即使素未謀面，也調動軍隊前往黃泉國癌陀羅，準備總攻擊，直接迫使黃泉接受幽助建議，而她也即時解散自己國家參加大賽。
魔界統一戰正式賽的第三回合，與飛影展開激烈交戰，並成功撃倒他。由於戰鬥是和平情況下舉行，令慣於求生戰鬥的軀不能發揮真正實力，八強時敗給煙鬼。
奇淋
日本配音員：小關一／楠見尚己（遊戲版）
香港配音員：陳永信
台灣配音員：鈕凱暘→胡鎮璽（ANIMAX版）／鈕凱暘（GTV版）
軀國家副將，軀的77位直屬戰士之首。對軀十分忠心，已跟隨軀500年之久。在軀的手下工作，大約過了250年後晉升為第二號高手，之後再過了250年地位才被飛影取代。魔界統一戰後和飛影一同成為魔界警備隊，即使冠軍是煙鬼，還是忠心只聽軀的命令。
時雨
日本配音員：谷口節／齊藤次郎（遊戲版）
香港配音員：黃子敬
台灣配音員：于正昌→陳進益（CTV版）／胡鎮璽→馬伯強（ANIMAX版）／宋克軍（GTV版）
魔界整容師，軀的77位直屬戰士之一。過去為飛影動邪眼的手術，條件是飛影即使找到雪菜也不得相認，同時也曾教過飛影劍術。在軀的安排下與飛影進行劍術對決，結果是兩敗俱傷，但都被軀救了回來。
魔界統一戰正式賽的第二回合敗給藏馬，漫畫版戰後繼續跟在軀身邊；動畫版則是在敗於藏馬後，一心要維持武者尊嚴，選擇從億年樹跳下自盡。

### 黃泉陣營
黃泉
日本配音員：江原正士、西村知道（第96集）
香港配音員：魏惠文
台灣配音員：陳進益（CTV版）／馬伯強（ANIMAX版）／李世揚（GTV版）
魔界三大妖怪最年輕的一位，野心也最大，想連人界和靈界也控制。過去曾與妖狐藏馬組成盜賊團，但後來被藏馬派出的刺客襲擊而失明，然而這卻使他的妖力大為增強。直到五百年前，可以與軀和雷禪並駕齊驅。黃泉聽覺十分靈敏，能清楚聽到國土中任何人的說話。
幽助前往他的國家癌陀羅談判，提議以武術大會形式選出魔界統治者，雖然黃泉覺得提議荒謬，但軀和其軍隊正迫近，此外即使他可以以一敵八，殺死幽助和藏馬等背叛自己的手下，也會令妖力下降三分之一，不能對抗軀，因此無奈答應幽助。起初非常不甘，想盡辦法也要獲得勝利，但後來感應到雷禪打架朋友的強大妖氣，知道自己在武術大會沒有絕對得勝的把握，同時也重燃年輕時熱愛戰鬥的心情，因此同意解散自己國家並公平應戰。
魔界統一戰正式賽的第三回合，與幽助展開激烈交戰，在經歷六十個小時的打鬥後勝於幽助，但黃泉也在此戰中消耗了大量的體力和精神，第四回合敗給孤光。賽後，和兒子修羅一起到魔界各處流浪。
修羅
日本配音員：大谷育江
香港配音員：黃鳳英
台灣配音員：蔣篤慧（CTV版）／穆宣名（ANIMAX版）／邱涵菲（GTV版）
黃泉使用生物科技生產的兒子，未出生時妖力值就已經突破八萬（動畫版中當時的幽助則為二十萬），在魔界統一戰時他的實力已經與幽助相當。性格十分好勝，但是缺少實戰經驗，在最後一場預場中與黃泉碰頭，好戰之性格令其被打至重傷都不願認輸。
妖駄
日本配音員：北村弘一
香港配音員：張英才
台灣配音員：劉傑（CTV版）／王希華（ANIMAX版）／梁興昌（GTV版）
黃泉國家的軍師，對於各項戰術資料收集都相當了解。黃泉國家解散後擔當魔界統一戰的解說員。
鯱
日本配音員：辻親八
香港配音員：源家祥
台灣配音員：于正昌（CTV版）／胡鎮璽（ANIMAX版）／宋克軍（GTV版）
原黃泉國家副將兼軍事參謀總長。器量小且善妒，將許多有潛力的人才暗中殺害。由於藏馬晉升副參謀長而企圖殺害藏馬，反被妖狐狀態的藏馬殺掉。
空
日本配音員：西川幾雄
香港配音員：馮錦堂
台灣配音員：徐健春（CTV版）／王希華（ANIMAX版）／鈕凱暘（GTV版）
鯱的手下。被命令寄生在藏馬的弟弟（繼父的兒子）身上，負責監視藏馬在人界的行動。但最後懾服於藏馬，而拒絕聽從鯱的命令。

### 雷禪的好友
鬼
日本配音員：飯塚昭三
香港配音員：黃子敬
台灣配音員：于正昌（CTV版）／馬伯強（ANIMAX版）／周學禮（GTV版）
雷禪過去的好友，男性，體型龐大，長雙角。原本脾氣火爆，但不再打架後變得個性隨和。第一屆魔界統一戰的冠軍，主張以和平的方針統治魔界，並與靈界訂下不侵犯人界的約定。娶孤光為妻子。在漫畫最後因工作過度而腰酸背痛，但仍幫忙幽助將飛影調回人界，讓四人再次重聚。
孤光
日本配音員：雨蘭咲木子
香港配音員：林丹鳳
台灣配音員：姚敏敏（CTV版）／（ANIMAX版）／邱涵菲（GTV版）
雷禪過去的好友，女性，身材豐滿，愛喝酒，隨身帶著一個酒壺。本喜歡及極力追求雷禪，然而雷禪在人間被某位女性迷倒後便拒絕了孤光，後來嫁給煙鬼。雷禪死後前往拜祭時，一度哭至崩潰。魔界統一戰正式賽的第四回合勝於黃泉，八強時敗給九淨。在漫畫最後幫煙鬼貼酸痛軟膏。
棗
日本配音員：佐藤忍
香港配音員：林丹鳳
台灣配音員：朱憶華→蔣篤慧（CTV版）／穆宣名（ANIMAX版）／邱涵菲（GTV版）
雷禪過去的好友，女性，綁著黑色辮子頭，動畫中是九淨的雙胞胎妹妹。魔界統一戰正式賽的第一回合勝於酎，第二回合敗給軀。與酎的關係似乎正在慢慢發展中。
九淨
日本配音員：真殿光昭
香港配音員：馮錦堂
台灣配音員：于正昌（CTV版）／胡鎮璽（ANIMAX版）／李世揚（GTV版）
雷禪過去的好友，男性，黑色短髮，動畫中是棗的雙胞胎哥哥。魔界統一戰正式賽中先後擊敗了凍矢和藏馬，八強時勝於孤光，準決賽敗給才藏。
瘦傑
日本配音員：小杉十郎太
香港配音員：陳永信
台灣配音員：于正昌（CTV版）／馬伯強（ANIMAX版）／宋克軍（GTV版）
雷禪過去的好友，男性，頭上有兩根長觸角，戴著帽子。魔界統一戰正式賽的第二回合與周展開激烈交戰。動畫版中加入他與陣的對戰。
周
日本配音員：伊藤栄次
香港配音員：黃子敬
台灣配音員：劉傑（CTV版）／胡鎮璽（ANIMAX版）／梁興昌（GTV版）
雷禪過去的好友，男性，金屬皮膚的妖怪，身材在雷禪好友中最矮小，瘦傑稱他為『金屬小不點』。魔界統一戰正式賽的第二回合與瘦傑展開激烈交戰。
才藏
雷禪過去的好友，男性，背後長著一對翅膀。魔界統一戰正式賽的準決賽勝於九淨，決賽時敗給煙鬼。
鐵山
雷禪過去的好友，男性，戴著隻露出眼睛的面具。
電鳳
雷禪過去的好友，男性，身材在雷禪好友中最高大，臉長得像獅子。

### 比武大賽相關者
流石
日本配音員：金井美香
台灣配音員：穆宣名（ANIMAX版）／張乃文（GTV版）
鈴駒在第一回合戰的對手。
柘榴
台灣配音員：鈕凱暘（ANIMAX版）／喬資淯（GTV版）
軀在第一回合戰選手，最終敗北。動畫版中沒有參賽，改作為軀的部下出現。
貓玉
台灣配音員：王希華（ANIMAX版）／宋克軍（GTV版）
幽助在第一回合戰的對手，最終敗北。

### 三大妖怪相關者
食脫醫師
日本配音員：土井美加
香港配音員：沈小蘭
台灣配音員：姚敏敏（CTV版）／穆宣名（ANIMAX版）／邱涵菲（GTV版）
大約700年前，雷禪在人間遭遇的食脫醫師之女子。性格凌厲且態度強悍，其性格使得雷禪反而被她折服對她心動，雷禪傾心於這名女子後與她交配，加上魔族大隔世才生下幽助的祖先，之後也隨之死亡。
襲擊黃泉的妖怪
日本配音員：伊藤栄次
香港配音員：陳永信
台灣配音員：鈕凱暘（ANIMAX版）／梁興昌（GTV版）
大約1000年前，受妖狐藏馬委託去襲擊黃泉並弄瞎他的眼睛，之後被黃泉找到監禁，最終死亡。

## 電影版登場角色

### 夜叉的陰謀篇
寇休拉
日本配音員：松本梨香
小惡魔大人，受部下牙瑠饿蠱惑，綁架小閻王，妄圖逼其交出金印取而代之。
牙瑠餓／椰嗄
日本配音員：青野武
遭到靈界通緝中的妖怪，化身為寇休拉部下，擁有將對手向自己發出的能量反射回去的能力。策劃寇休拉綁架小閻王奪取金印。

### 冥界死鬥篇 炎之絆
雛罌粟
日本配音員：横山智佐
台灣配音員：陶敏嫻
靈界引路人，牡丹的朋友。在被冥界鬼襲擊時被幽助所救。
耶雲
日本配音員：鈴置洋孝、羽多野渉（100%認真戰鬥）
台灣配音員：官志宏
香港配音員：招世亮
冥界之王，充满野心。封印靈界事件的主謀者，带领著冥界兵团来到人间，望圖征服人类世界。與幽助等人對戰，擄走擁有冥界玉的牡丹，最終被幽助等人合力戰鬥擊敗。
黑鵺
日本配音員：大塚芳忠
台灣配音員：官志宏
妖狐藏马昔日當盜賊時的拍档，在一次偷盜中為掩護妖狐藏马逃走而犧牲。
魔舍裏
日本配音員：三矢雄二
台灣配音員：李景唐
耶雲部下「冥界三狱神」之一，外貌美型。能像鏡子一樣會反射且複製出對手的能力。與桑原對戰，被桑原用計導致自身耗盡妖力，最終被擊敗。
賴光
日本配音員：福田信昭
台灣配音員：李景唐
耶雲部下「冥界三狱神」之一，性格陰沉。拥有邪眼，其力量可以將對手的邪惡之心引發出來並加以控制。與飛影對戰，試圖對飛影洗腦，最終被擊敗。
傀麒
日本配音員：小關一
台灣配音員：李景唐
耶雲部下「冥界三狱神」之一，力大无穷。擁有瞭解人的過去和變化的能力。與藏馬對戰，變化成黑鵺的樣子迷惑藏馬，最終被藏馬識破擊敗。
瑞輪兄弟
台灣配音員：李景唐、官志宏
耶雲的部下，冥界鬼。被派去刺殺飛影，最終被擊敗。

## 外部連結
- 《幽遊白書》官方網站
- 《THE BATTLE OF 幽遊白書 〜死闘！暗黒武術会〜》官方網站 （页面存档备份，存于）